# إريكا بيل
إيريكا بيل (بالإنجليزية: Erika Belle) (من مواليد 20 يناير 1956) وهي لاعبة شطرنج هولندية تحمل لقب فيتر إنترناشيونال ماستر (1983). كانت الفائزة ثلاث مرات في بطولة الشطرنج الهولندية للمرأة (1975 ، 1980 ، 1981).

## حياتها
من منتصف السبعينات إلى منتصف الثمانينات، كانت إريكا بيل واحدة من لاعبات الشطرنج الهولنديات الرائدات. فازت ثلاث مرات ببطولة الشطرنج الهولندية للمرأة: 1975 ، 1980 ، 1981. شاركت في العديد من بطولات الشطرنج الدولية. في عام 1979 ، شاركت مع جيرترود باومستارك المركز الثاني في بطولة النساء الدولية للشطرنج. في عام 1981 ، احتلت المرتبة الثانية خلف نيفيز غارسيا فيسينتي في بطولة العالم لبطولة الشطرنج العالمية للنساء في بينيدورم، بفضل تأهلها لبطولة بطولة انترونال. في عام 1982 ، حصلت على لقب FIDE International Women Master. في عام 1982 ، شاركت إريكا بيل في بطولة انترناسيال لبطولة الشطرنج العالمية للنساء في باد كيسينغن وحصلت على المرتبة الحادية عشرة.
لعبت إريكا بيل في أولمبياد الشطرنج للسيدات:
- في عام 1974 ، حصلت على المركز الأول في أولمبياد الشطرنج السادس (نساء) فيميديلين (+2 ، = 2 ، -1).
- في عام 1976 ، في الدورة الثالثة في أولمبياد الشطرنج 1976 (نساء) فيحيفا (+4 ، = 1 ، -2).
- في عام 1978 ، في أولمبياد الشطرنج 1978 (النساء) في بوينس آيرس (+3 ، = 3 ، -2).
- في عام 1980 ، في الدورة الثانية في أولمبياد الشطرنج التاسع (النساء) في فاليتا (+4 ، = 3 ، -3).
- في عام 1982 ، في الدورة الثالثة في أولمبياد الشطرنج العاشر (للنساء) في لوسرن (+8 ، = 3 ، -1) وفازت بالميدالية البرونزية الفردية.
- في عام 1984 ، في أولمبياد الشطرنج السادس والعشرين (النساء) في سلانيك (+3 ، = 3 ، -3).

## وصلات خارجية
- قالب:Fide
- إريكا بيل على موقع الاتحاد الدولي للشطرنج (الإنجليزية)
- إريكا بيل على موقع مباريات الشطرنج (الإنجليزية)
- إريكا بيل على موقع 365Chess.com (الإنجليزية)
- إريكا بيل على موقع Chesstempo.com (الإنجليزية)
- إريكا بيل سجل أولمبياد الشطرنج للسيدات على موقع OlimpBase.org (الإنجليزية)
- Erika Belle chess games at 365Chess.com